# Tadeusz Baranowski (szachista)
Tadeusz Baranowski (ur. 1 stycznia 1948 w Poznaniu) – polski szachista i sędzia szachowy.

## Kariera szachowa
W grze klasycznej posiada I kategorię szachową. Reprezentował kluby Lech Poznań (1964–1975), Stomil Poznań (1976–1991) oraz Komandoria Poznań (od 1992). W 1977 r. zdobył tytuł wicemistrza okręgu wielkopolskiego. Wielokrotnie startował w finałach Drużynowych Mistrzostw Polski Kolejarzy (w barwach Poznania), zdobywając m.in. brązowy medal w 1987 roku.
Największe sukcesy odnosił w szachach korespondencyjnych, w 2007 r. otrzymując tytuł mistrza międzynarodowego, a w 2008 r. – tytuł mistrza międzynarodowego seniora ICCF. Wielokrotnie startował w finałach indywidualnych mistrzostw Polski, zdobywając cztery medale: złoty (47. finał – 2004/06), dwa srebrne (48. finał – 2005/07, 51. finał – 2008/09) oraz brązowy (49. finał – 2006/08). Reprezentował Polskę w meczach międzynarodowych przeciwko m.in. drużynom Stanów Zjednoczonych, Związku Radzieckiego, Anglii, Niemiec, Szkocji, Hiszpanii, Francji, Finlandii, Czech, Holandii i Rumunii. W 1969 r. zwyciężył w międzynarodowym turnieju WT/III, natomiast w 2006 r. podzielił I-III miejsce w turnieju EU/M/1282. W 2006 r. zajął V miejsce w memoriale Bogdana Śliwy. Dwukrotnie zajął II miejsce w półfinałach mistrzostw świata (2011, 2014). Wystąpił również w turnieju kandydatów indywidualnych mistrzostw Europy (2014).